# Ферара
Ферара (итал. Ferrara) је познати град у Италији. Ферара је и седми по величини град покрајине Емилије-Ромање у северном делу државе и главни град истоименог Округа Ферара.
Ферара је чувена по изузетно вредном и добро очуваном историјском језгру, које је данас под заштитом УНЕСКОа. Посебно треба истаћи заоставштину великашке породице Д'Есте у виду многобројних палата и цркава и великог уметничког блага похрањеног у њима. Због свега тога у Ферари је 2006. године отворен и италијански огранак чувеног музеја Ермитаж.

## Географија
Ферара се налази на прелазу из средишње ка северној Италији. Од престонице Рима град је удаљен 440 км северно, а од Болоње 50 км североисточно.

### Рељеф
Ферара се развио у источном делу Падске низије. Град је на свега 9 m надморске висине, у равничарском подручју, да би се источно од града развила делта реке По мочварног карактера.

### Клима
Клима у Ферари је прелазна између средоземне и умерено континенталне климе.
| Клима (Ферара)             | Клима (Ферара) | Клима (Ферара) | Клима (Ферара) | Клима (Ферара) | Клима (Ферара) | Клима (Ферара) | Клима (Ферара) | Клима (Ферара) | Клима (Ферара) | Клима (Ферара) | Клима (Ферара) | Клима (Ферара) | Клима (Ферара) |
| Показатељ \ Месец          | .Јан.          | .Феб.          | .Мар.          | .Апр.          | .Мај.          | .Јун.          | .Јул.          | .Авг.          | .Сеп.          | .Окт.          | .Нов.          | .Дец.          | .Год.          |
| -------------------------- | -------------- | -------------- | -------------- | -------------- | -------------- | -------------- | -------------- | -------------- | -------------- | -------------- | -------------- | -------------- | -------------- |
| Средњи максимум, °C (°F)   | 4,1 (39,4)     | 7,4 (45,3)     | 12,7 (54,9)    | 17,3 (63,1)    | 22,0 (71,6)    | 26,4 (79,5)    | 29,1 (84,4)    | 28,5 (83,3)    | 24,2 (75,6)    | 17,6 (63,7)    | 10,8 (51,4)    | 5,6 (42,1)     | 29,1 (84,4)    |
| Средњи минимум, °C (°F)    | −0,9 (30,4)    | 0,8 (33,4)     | 4,7 (40,5)     | 8,6 (47,5)     | 12,8 (55)      | 16,5 (61,7)    | 18,8 (65,8)    | 18,6 (65,5)    | 15,4 (59,7)    | 10,4 (50,7)    | 5,4 (41,7)     | 1,1 (34)       | −0,9 (30,4)    |
| Количина падавина, mm (in) | 39 (15,4)      | 41 (16,1)      | 53 (20,9)      | 62 (24,4)      | 62 (24,4)      | 61 (24)        | 44 (17,3)      | 47 (18,5)      | 56 (22)        | 75 (29,5)      | 64 (25,2)      | 48 (18,9)      | 652 (256,6)    |
| [ тражи се извор ]         |                |                |                |                |                |                |                |                |                |                |                |                |                |

### Воде
Река По налази се свега 5 км северно од Фераре, а кроз град је усмерен њен канал По ди Волано.

## Историја
Порекло града је непознато. Први пут се појављује у документу лангобардског краља Аистулфа из 754. године, када се Ферара спомиње као део Равенскога егзархата. Дезидерије је од папе тражио 757. године војводство Ферару. После 984. године била је феуд од Тедалда, грофа од Модене и Каносе, нећака од цара Отона I. Након тога постала је полунезависна, а 1101. године заузела ју је након опсаде грофица Матилда. У то време градом је доминирало неколико великих породица, а међу њима су се истицали Аделарди. Када је 1146. године умро задњи Аделарди, његова имовина је прешла као мираз у кућу Д'Есте. Постојало је раздобље сталних нетрпељивости новодошле породице и старих владарских породица, али након знатних борби 1242. године. Ацо VII Новело из куће Д'Есте постао је подеста. Његов унук Обицо II (1264—1293) га је наследио и постао је господар града. Кућа Д'Есте се после тога населила у граду. Постали су 1289. године такође господари Модене, а годину дана касније и господари Ређо Емилије.
Николо III од Есте (1393—1441) величанствено је дочекивао неколико папа, па је 1438. године у Ферари одржан црквени концил (сабор). Његов син Борзо од Есте добио је титулу војводе и 1452. године царске феуде Модене и Ређа од цара Фридриха III. Папа га је 1471. године именовао војводом Фераре. Еркол I од Есте (1471—1505) је ратовао са Венецијом. Еркол I од Есте је био велики мецена уметности и после Медичија један од најзначајнијих мецена у Италији у 15. и 16. веку. Ферара је тада постала културно средиште, посебно познато по музици. Композитори из целе Европе су долазили у Ферару, а посебно из Француске и Фландрије. Алфонсо I од Есте је исто тако био значајан мецена уметности. Он је највише давао значај инструменталној музици. Алфонсо се оженио Лукрецијом Борџијом и наставио је са успехом рат са Млетачком републиком. Папа га је екскомуницирао 1509. године, а он је савладао папску војску и одбранио је Равену. Са следећим папама није ратовао. Његов син Ерколе II од Есте оженио се са ћерком француског краља Луја XII. Његов син Алфонсо II од Есте је уздигао славу Фераре и био је мецена уметности и науке. Посетиоци су одсвакуда долазили да слушају Есте музичаре.
Када је умро Алфонсо II од Есте без мушких наследника тада је папа Клемент VII полагао право на Ферару као упражњени феуд. Од тада се Ферара налазила у Папској држави Папа Павле V је саградио тврђаву, а град је био у папској држави. Аустријанци су 1832. године заузели тврђаву. Од 1859. године. Ферара постаје део краљевине Италије. Међутим, припајање Фераре матичној држави није донело граду развитак, већ је град почео таворити у далекој провинцији. Тек је у другој половини 20. века дошло до осетног напретка у Ферари, највише захваљујући наглом индустријализовању града и околине и изградњи нових и савремених путева.

## Становништво
Према резултатима пописа становништва 2011. у општини је живело 132.545 становника.
| 1931.   | 1936.   | 1951.   | 1961.   | 1971.   | 1981.   | 1991.   | 2001.   | 2011.   |
| ------- | ------- | ------- | ------- | ------- | ------- | ------- | ------- | ------- |
| 115.628 | 119.265 | 133.949 | 152.654 | 154.066 | 149.453 | 138.015 | 130.992 | 132.545 |

2008. године. Ферара је имала близу 135.000 становника за свега 50% више него на почетку 20. века.
Град данас има значајан удео имигрантског становништва, досељеника из свих крајева свега (10% градског становништва).

## Културне знаменитости града
Град Ферара је окружен 9 километара дугим зидинама, углавном саграђених у 15. и 16. веку. Унутар зидина налази се добро очувано старо градско језгро Фераре са бројним трговима, црквама, палатама. Од свега тога треба споменути:
- Кастело Естенсе  представља најистакнутију грађевину у центру града. Изграђена је од цигле, има четири куле и окружена је опкопом. Подигнута је 1385. године, а рестаурирана је 1554. г.;
- Болница Света Ана у којој је лечен песник Торквато Тасо;
- Градска већница, која је поново грађена у 18. веку. Била је ранија резиденција породице Д‘Есте;
- Катедрал Светог Ђорђа, која је посвећена 1135. године, а тада је завршен романескни доњи део главне фасаде и споредне фасаде. Градио ју је Ђ. дела Аделарди, који је и сахрањен у њој. Горњи део главне фасаде завршен је у 13. веку. Унутрашњост је рестаурирана у барокном стилу 1712. г.;
- Кампанил (звоник катедрале) је грађена у ренесансном стилу 1451.-1493.;
- Универзитет са библиотеком вредних рукописа, на њему су дипломирали Никола Коперник и Парацелзус;
- Дијамантна палата са великом галеријом истакнутих сликара ферарске школе.

Ферара има и синагогу и јеврејски музеј. Јевреји у Ферари су били у гетоу од 1627. године до 1859. године, у доба када је Ферара била у оквиру Папске државе.

## Ферара у култури
У Ферари су рођени:
- чувени фратар Ђироламо Савонарола
- музичар Ђироламо Фрескобалди
- Ђовани Болдини (1852) сликар
- Филипо де Пизис (1896) сликар
- Торквато Тасо, песник
- Микеланђело Антоњони, филмски редитељ

У Ферари су живели следећи сликари и уметници:
- Андреа Мантења
- Ђовани Белини
- Пјеро дела Франческа
- Тицијан Вечели
- Леон Батиста Алберти
- Писанело

## Партнерски градови
- Гисен
- Копар
- Каунас
- Формија
- Хајланд Парк
- Кауфбојрен
- Краснодар
- Сент Етјен
- Сарајево
- Свонзи
- Тарту
- Сомбатхељ
- Жилина
- Калитеа
- Љеида
- Праг
- Брони
- Брно
- Даугавпилс
- Севастопољ
- Сорока
- Крајова
- Битољ
- Добрич
- Нови Сад
- Скадар
- Дамаск
- Вентикано

## Галерија
- Романескна катедрала
- Кастело Естенсе
- Седиште Музеја Ермитаж-Италија
- Палата Дијаманти
- Градско позориште
- Здање Округа Ферара
- Палата Бањо
- Паулинска врата